# Хазарский словарь
«Хаза́рский слова́рь» (серб. Хазарски речник) — первый роман сербского писателя Милорада Павича. Опубликован в 1984 году, написан на сербском языке, переведён на многие языки мира, в том числе на русский.
Состав словаря:
- КРАСНАЯ КНИГА, христианские источники о хазарском вопросе.
- ЗЕЛЕНАЯ КНИГА, исламские источники о хазарском вопросе.
- ЖЕЛТАЯ КНИГА, еврейские источники о хазарском вопросе.

Сюжета в общепринятом понимании этого слова нет, три книги словаря — сборники записей о персонажах и событиях, которые упоминаются по всему роману, но в разных книгах рассказаны историями с разными подробностями. Благодаря такому формату, роман можно читать не обязательно от начала до конца, но в произвольном порядке, собирая по отдельным статьям словаря мозаику истории главной темы.
Центральная тема — дискуссия о выборе религии среди хазар, основывается на реальном историческом событии, которое обычно относят к концу VIII — началу IX столетий. В то время хазарская знать и часть населения обратились в иудаизм. Большинство персонажей и событий в книге вымышлены, как и приписываемая хазарам культура — она мало соответствует имеющимся археологическим свидетельствам. Автор создаёт новую мифологию, переплетая фантазию, реальные и вымышленные народные и религиозные предания, идеи каббалы («Запись об Адаме Кадмоне»).

## Интересные факты
- Существуют две версии романа: мужская и женская, которые различаются лишь одним абзацем.

Меня часто спрашивали, в чём состоит разница между мужским и женским экземпляром. Дело в том, что мужчина ощущает мир вне самого себя, а женщина носит вселенную внутри себя. <…> Если хотите, это образ распада времени, которое делится на коллективное мужское и индивидуальное женское время.— Милорад Павич, «Роман как держава»
- В своём интервью[3] Павич указывает, что «Хазарский словарь» можно читать как «метафору всякого малого народа, чью судьбу определяет борьба высших сил. Малые народы, такие как мы, сербы, всегда под угрозой чуждых ему идеологий»[4]. На вопрос, может ли он подробнее обосновать свой тезис о том, что в корне наимасштабнейших конфликтов лежит религиозная война, он отвечает: «читайте „Хазарский словарь“. Те же энергии действуют и поныне…»[5].
- Павич упоминает книгу раввина Иехуды Галеви «Кузари» (XII век), которая тоже в художественной форме трактует историю хазар.